# Borns-Gletscher
Der Borns-Gletscher ist ein Gletscher im ostantarktischen Viktorialand. In den Kukri Hills fließt er westlich des Mount Coates in nördlicher Richtung zum Taylor Valley.
Teilnehmer der britischen Terra-Nova-Expedition (1910–1913) unter der Leitung des Polarforschers Robert Falcon Scott kartierten ihn. Das Advisory Committee on Antarctic Names benannte ihn nach dem US-amerikanischen Geologen Harold William Borns Jr. von der University of Maine, der im Rahmen des United States Antarctic Research Program von 1960 bis 1961 Untersuchungen im Gebiet des Gletschers durchführte.